# Paratropes
Paratropes es un género de cucarachas de la familia Ectobiidae.Fue descrito por Serville en 1838.

## Especies
- Paratropes aequatorialis Saussure, 1864
- Paratropes bilunata (Saussure & Zehntner, 1893)
- Paratropes biolleyi (Saussure & Zehntner, 1893)
- Paratropes elegans (Burmeister, 1838)
- † Paratropes fossilis Vršanský & Anisyutkin, 2008
- Paratropes heydeniana Saussure, 1864
- Paratropes lateralis (Eschscholtz, 1822)
- Paratropes lycoides Serville, 1838
- Paratropes metae Hebard, 1921
- Paratropes mexicana Brunner von Wattenwyl, 1865
- Paratropes otunensis Salazar, 2004
- Paratropes pensa Rehn, 1928
- Paratropes phalerata (Erichson, 1848)
- Paratropes seabrai Rocha e Silva & Aguiar, 1978